# سد ارفنیس
سد ارفنیس (به لاتین: Erfenis Dam) یک سد در آفریقای جنوبی است که در Theunissen, Free State (South African province) واقع شده‌است.